# Phot Sarasin
Pour les articles homonymes, voir Sarasin.
Phot Sarasin (thaï : พจน์ สารสิน), né le 25 mars 1905 à Bangkok, et mort le 28 septembre 2000 dans la même ville, est un diplomate et homme d'État thaïlandais, Premier ministre du 21 septembre 1957 au 1er janvier 1958.
Vice-ministre des Affaires étrangères entre 1948 et 1949, il obtient le même portefeuille en tant que ministre en 1949. Il est ensuite ambassadeur de la Thaïlande aux États-Unis entre 1952 et 1957. Il devient ensuite le premier secrétaire de l'Organisation du traité de l'Asie du Sud-Est, fonction qu'il occupe jusqu'en 1958.
Il est nommé Premier ministre à l'issue d'un coup d'État par le général Sarit Thanarat. À l'issue d'élections législatives convoquées en décembre de la même année, Thanom Kittikhachon lui succède. Il occupe par la suite plusieurs fonctions ministérielles au sein de ses gouvernements entre 1963 et 1971, dont vice-Premier ministre entre 1969 et 1971.